# Formuladeildin 2020
La Formuladeildin 2020 (detta anche Betri Deildin 2020 per motivi di sponsorizzazione) è stata la 78ª edizione del campionato faroese di calcio. La stagione è iniziata il 9 maggio e si è conclusa il 7 novembre 2020. Il KÍ Klaksvík era la squadra detentrice del trofeo. L'HB Tórshavn ha conquistato il trofeo per la ventiquattresima volta nella sua storia.

## Stagione

### Novità
La stagione sarebbe dovuta iniziare l'8 marzo 2020, ma l'inizio della competizione è stato posticipato al 9 maggio, in seguito alla diffusione della pandemia di COVID-19 anche nelle Fær Øer, nelle quali si sono registrati pochi casi e nessun decesso. Nella stagione 2019 non ci sono state retrocessioni in quanto, in 1. deild, ai primi tre posti, si sono classificate squadre riserve.

### Formula
Le 10 squadre partecipanti si affrontano tre volte, per un totale di 27 giornate.

La squadra campione delle Isole Fær Øer ha il diritto a partecipare alla UEFA Champions League 2021-2022 partendo dal turno preliminare.

La vincitrice della Coppa nazionale è ammessa alla UEFA Europa Conference League 2021-2022 partendo dal primo turno di qualificazione, assieme alla squadra classificata al secondo posto.

La penultima classificata disputa uno spareggio promozione-retrocessione con la seconda classificata della 1. deild.

L'ultima classificata retrocede direttamente in 1. deild.

## Squadre partecipanti
| Club            | Città        | Stadio            | Stagione precedente         |
| --------------- | ------------ | ----------------- | --------------------------- |
| AB Argir        | Argir        | Skansi Arena      | 7º posto in Formuladeildin  |
| B36 Tórshavn    | Tórshavn     | Stadio Gundadalur | 2º posto in Formuladeildin  |
| EB/Streymur     | Eiði         | Við Margáir       | 9º posto in Formuladeildin  |
| HB Tórshavn     | Tórshavn     | Stadio Gundadalur | 4º posto in Formuladeildin  |
| ÍF Fuglafjørður | Fuglafjørður | Í Fløtugerði      | 10º posto in Formuladeildin |
| KÍ Klaksvík     | Klaksvík     | Við Djúpumýrar    | 1º posto in Formuladeildin  |
| NSÍ Runavík     | Runavík      | Við Løkin         | 3º posto in Formuladeildin  |
| Skála ÍF        | Skáli        | Undir Mýruhjalla  | 6º posto in Formuladeildin  |
| TB Tvøroyri     | Tvøroyri     | Við Stórá         | 8º posto in Formuladeildin  |
| Víkingur Gøta   | Norðragøta   | Serpugerði        | 5º posto in Formuladeildin  |

## Classifica finale
|                    | Pos. | Squadra         | Pt | G  | V  | N | P  | GF | GS | DR  |
| ------------------ | ---- | --------------- | -- | -- | -- | - | -- | -- | -- | --- |
| Fær Øer (bandiera) | 1.   | HB Tórshavn     | 69 | 27 | 22 | 3 | 2  | 81 | 23 | +58 |
|                    | 2.   | NSÍ Runavík     | 63 | 27 | 20 | 3 | 4  | 58 | 26 | +32 |
|                    | 3.   | KÍ Klaksvík     | 62 | 27 | 19 | 5 | 3  | 72 | 25 | +47 |
|                    | 4.   | B36 Tórshavn    | 59 | 27 | 19 | 2 | 6  | 77 | 37 | +40 |
|                    | 5.   | Víkingur Gøta   | 47 | 27 | 15 | 2 | 10 | 55 | 44 | +11 |
|                    | 6.   | ÍF Fuglafjørður | 26 | 27 | 7  | 5 | 15 | 34 | 59 | -25 |
|                    | 7.   | EB/Streymur     | 24 | 27 | 7  | 3 | 17 | 26 | 65 | -39 |
|                    | 8.   | TB Tvøroyri     | 18 | 27 | 4  | 6 | 17 | 20 | 42 | -22 |
|                    | 9.   | AB Argir        | 10 | 27 | 1  | 7 | 19 | 21 | 73 | -52 |
|                    | 10.  | Skála ÍF        | 7  | 27 | 1  | 4 | 22 | 22 | 72 | -50 |

Legenda:
      Campione delle Isole Fær Øer e ammessa alla UEFA Champions League 2021-2022
      Ammesse alla UEFA Europa Conference League 2021-2022
 Ammessa allo spareggio promozione-retrocessione
      Retrocesse in 1. deild 2021
Regolamento:
Tre punti a vittoria, uno a pareggio, zero a sconfitta.

## Risultati

### Partite (1-18)
|                 | AB   | B36  | EBS   | HB    | ÍF    | KÍ    | NSÍ   | Ská   | TB    | Vík  |
| --------------- | ---- | ---- | ----- | ----- | ----- | ----- | ----- | ----- | ----- | ---- |
| AB Argir        | –––– | 0-4  | 1-1   | 0-5   | 2-2   | 0-6   | 2-3   | 1-1   | 0-0   | 0-0  |
| B36 Tórshavn    | 3-0  | –––– | 4-1   | 2-4   | 2-0   | 6-2   | 1-1   | 6-2   | 4-1   | 4-2  |
| EB/Streymur     | 3-1  | 0-3  | ––––- | 0-2   | 1-0   | 0-7   | 0-3   | 1-0   | 2-0   | 0-2  |
| HB Tórshavn     | 11-0 | 2-0  | 1-0   | ––––- | 4-2   | 3-3   | 2-0   | 3-0   | 4-1   | 3-0  |
| ÍF Fuglafjørður | 4-2  | 0-3  | 2-1   | 1-3   | ––––- | 1-4   | 0-1   | 3-0   | 1-0   | 1-2  |
| KÍ Klaksvík     | 2-0  | 0-2  | 3-0   | 2-1   | 6-0   | ––––- | 1-1   | 3-0   | 2-1   | 4-1  |
| NSÍ Runavík     | 3-0  | 4-2  | 1-0   | 2-0   | 5-0   | 0-2   | ––––- | 1-0   | 3-1   | 1-2  |
| Skála ÍF        | 1-1  | 1-3  | 1-3   | 1-3   | 1-2   | 0-6   | 0-4   | ––––- | 0-2   | 0-4  |
| TB Tvøroyri     | 1-1  | 1-3  | 0-1   | 0-1   | 0-0   | 1-2   | 0-1   | 1-0   | ––––- | 1-2  |
| Víkingur Gøta   | 2-1  | 4-2  | 6-0   | 1-3   | 1-2   | 1-2   | 1-0   | 5-2   | 0-0   | –––– |

### Partite (19-27)
|                 | AB   | B36  | EBS   | HB    | ÍF    | KÍ    | NSÍ   | Ská   | TB    | Vík  |
| --------------- | ---- | ---- | ----- | ----- | ----- | ----- | ----- | ----- | ----- | ---- |
| AB Argir        | –––– |      | 4-0   | 2-3   |       |       | 1-2   |       | 0-3   |      |
| B36 Tórshavn    | 3-0  | –––– |       | 1-2   |       |       | 3-4   |       | 2-0   |      |
| EB/Streymur     |      | 2-6  | ––––- | 1-5   |       |       |       | 1-1   | 3-2   | 2-3  |
| HB Tórshavn     |      |      |       | ––––- |       |       | 2-2   | 3-0   | 4-0   | 4-0  |
| ÍF Fuglafjørður | 1-0  | 1-2  | 1-1   | 1-2   | ––––- |       | 2-3   |       |       |      |
| KÍ Klaksvík     | 3-1  | 1-1  | 2-1   | 1-1   | 4-1   | ––––- |       |       |       |      |
| NSÍ Runavík     |      |      | 4-1   |       |       | 1-0   | ––––- | 4-1   |       | 3-2  |
| Skála ÍF        | 2-0  | 1-2  |       |       | 4-4   | 0-1   |       | ––––- |       |      |
| TB Tvøroyri     |      |      |       |       | 1-1   | 0-0   | 0-1   | 3-2   | ––––- | 0-2  |
| Víkingur Gøta   | 4-1  | 1-3  |       |       | 4-1   | 1-3   |       | 2-1   |       | –––– |

## Spareggio promozione/retrocessione
|          | Risultati   |            | Luogo e data             |
| -------- | ----------- | ---------- | ------------------------ |
| AB Argir | 2 - 3 (dts) | B68 Toftir | Toftir, 29 novembre 2020 |
|          |             |            |                          |

## Statistiche

### Classifica marcatori
| Gol |  |  | Giocatore            | Squadra         |
| --- |  |  | -------------------- | --------------- |
| 17  |  |  | Klæmint Olsen        | NSÍ Runavík     |
| 17  |  |  | Uroš Stojanov        | ÍF Fuglafjørður |
| 16  |  |  | Petur Knudsen        | NSÍ Runavík     |
| 15  |  |  | Jóannes Bjartalíð    | KÍ Klaksvík     |
| 14  |  |  | Mikkel Dahl          | HB Tórshavn     |
| 13  |  |  | Finnur Justinussen   | Víkingur Gøta   |
| 13  |  |  | Sebastian Pingel     | B36 Tórshavn    |
| 12  |  |  | Adrian Justinussen   | HB Tórshavn     |
| 12  |  |  | Hilmar Leon Jakobsen | HB Tórshavn     |
| 12  |  |  | Páll Klettskarð      | KÍ Klaksvík     |
| 12  |  |  | Sølvi Vatnhamar      | Víkingur Gøta   |